# Tweede Nationale Luchthaven

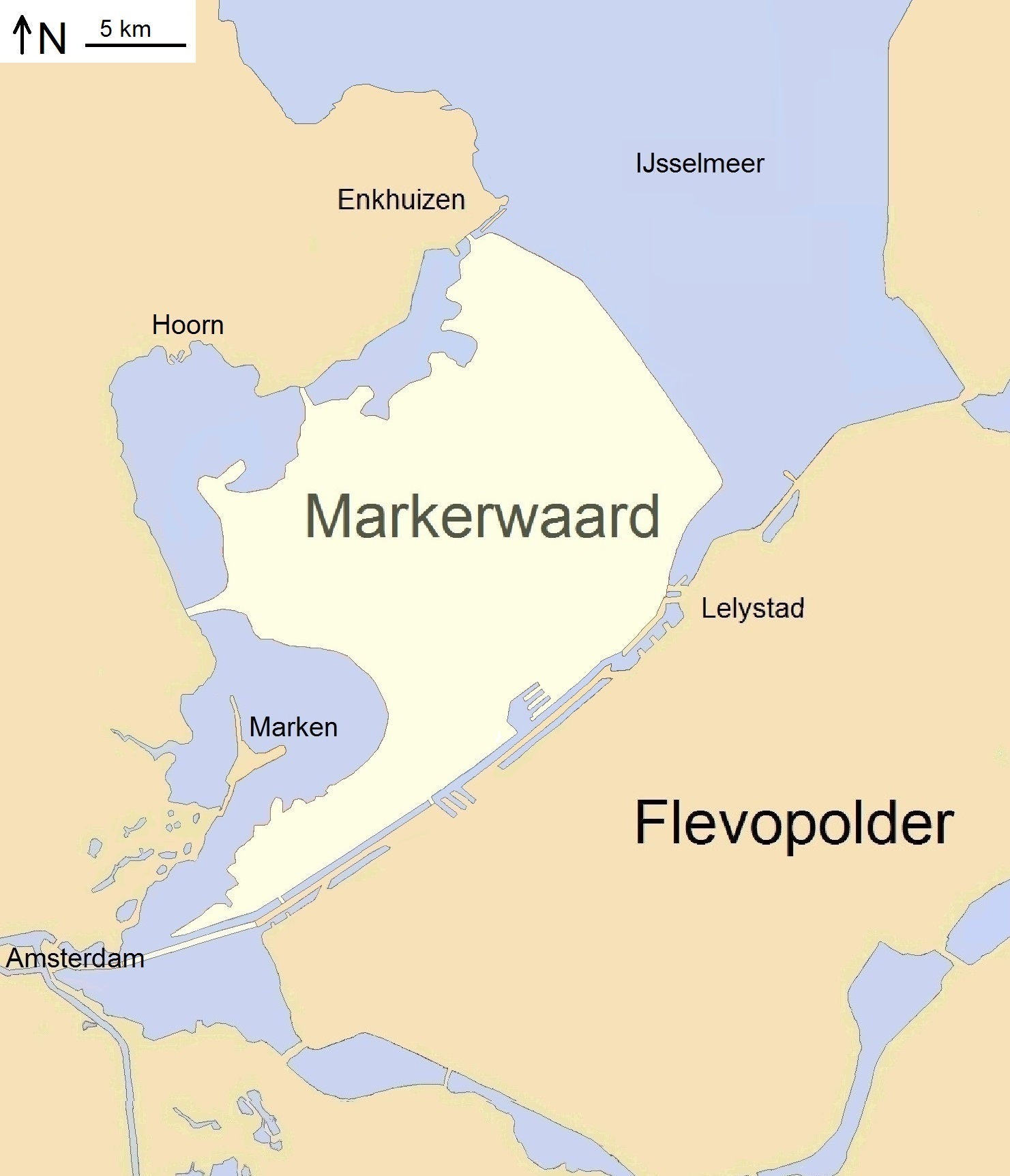
Scenario voor een Markerwaard met sterk verbrede randmeren, zoals overwogen in 1974, de luchthaven was in het midden bedacht

De Tweede Nationale Luchthaven was een geplande maar nooit aangelegde luchthaven die naast luchthaven Schiphol mogelijk zou worden aangelegd in de Markerwaard om de verwachte groei van het luchtverkeer te kunnen opvangen.   
In november 1967, een halfjaar na de officiële opening van het nieuwe Schiphol-Centrum, dacht men dat de luchthaven voor de toekomstige groei te klein zou zijn en het verstandig zou zijn te denken aan een uitwijkmogelijkheid. 
In 1968 werd door de commissie-Falkenhagen onderzoek ingesteld naar de wenselijkheid van of uitbreiding van Schiphol of de bouw van een tweede nationale luchthaven. Drie jaar later kwam de commissie tot het advies om niet Schiphol uit te breiden met een extra baan maar een tweede nationale luchthaven te bouwen. Als locaties dacht de commissie aan de Markerwaard, de Maasvlakte, de omgeving van Leerdam en aan een locatie in West Brabant bij Dinteloord. Er werd echter nog geen beslissing genomen. 
In 1974 sprak een commissie-Segers zich uit voor de Markerwaard of als tweede keus voor een locatie bij Dinteloord evenals in 1977 de Rijksplanologische commissie. Volgens een schets zou de luchthaven worden gesitueerd in het middelste gedeelte van de Markerwaard en bestaan uit twee stationsgebouwen en zes banen, twee oost-west en vier noord-zuid. De luchthaven zou worden verbonden met een spoorlijn en met snelwegen naar zowel Noord-Holland als naar de Flevopolder. Hierbij staan spoorlijnen ingetekend die Amsterdam door het IJmeer en Amsterdam rechtstreeks over Purmerend met de luchthaven zouden verbinden. Ook was er een verbinding met Enkhuizen en Lelystad ingetekend.   
In 1979 bleek dat de tweede luchthaven niet nodig bleek omdat de groei van het luchtverkeer achterbleef bij de verwachtingen, de vliegtuigen steeds stiller werden en daarmee de geluidsoverlast beperkte en men dacht dat met maatregelen tegen geluidsoverlast Schiphol voorlopig nog voldoende capaciteit zou bieden.   
In 1986 werd het plan voor inpoldering van de Markerwaard voorlopig opgeschort en de commissie-Van der Zwan adviseerde af te zien van de aanleg van de luchthaven. In 1993 nam het kabinet-Lubbers III een besluit tot aanleg van een nieuwe baan op Schiphol die in 2003 werd geopend. Dat jaar werd ook definitief besloten de Markerwaard niet meer aan te leggen en dus ook geen luchthaven.
In 2016 werd ongeveer op de beoogde plek van de luchthaven begonnen met de aanleg van de Marker Wadden. 